# 亚历杭德拉·德拉格拉
亚历杭德拉·德拉格拉（西班牙語：Alejandra de la Guerra，1968年2月14日—），秘鲁女子排球运动员。她曾代表秘鲁国家队参加1988年夏季奥林匹克运动会排球比赛，获得一枚银牌。